# Levymanus ras
Espèce
Levymanus ras est une espèce d'araignées aranéomorphes de la famille des Palpimanidae.

## Distribution
Cette espèce est endémique d'Éthiopie.

## Publication originale
- Zonstein, Marusik & Kovblyuk, 2017 : New data on the spider genus Levymanus (Araneae: Palpimanidae). Oriental Insects, vol. 51, no 3, p. 221-226.